# Вилланова-дель-Геббо
Вилланова-дель-Геббо (итал. Villanova del Ghebbo) — коммуна в Италии, располагается в провинции Ровиго области Венеция.
Население составляет 2196 человек, плотность населения составляет 200 чел./км². Занимает площадь 11 км². Почтовый индекс — 45020. Телефонный код — 0425.
Покровителем коммуны почитается святой архангел Михаил, празднование 29 сентября.